# Amarcord
Amarcord è un film del 1973 diretto da Federico Fellini.
È uno dei film più noti del regista, al punto che la parola Amarcord, univerbazione della frase in lingua romagnola "a m'arcord", cioè "io mi ricordo", è entrata nella cultura popolare diventando un neologismo della lingua italiana, con il significato di rievocazione in chiave nostalgica.

## Trama
La vicenda narra la vita che si svolge nell'antico borgo di Rimini (San Giuliano, vicino al Ponte di Tiberio) da una primavera all'altra, nei primi anni trenta. Un anno esatto di storia, che rispecchia i miti, i valori e il quotidiano dell'epoca tramite gli abitanti della cittadina: la provocante estetista Gradisca, la ninfomane Volpina, una tabaccaia formosa, un ampolloso avvocato dalla facile retorica, il matto Giudizio e un motociclista esibizionista (Scurèza di Corpolò).
Tutti loro interagiscono col folklore delle feste paesane, le adunate del sabato fascista, attendono al chiaro di luna il passaggio del transatlantico Rex e la famosa gara automobilistica delle Mille Miglia, osservano meravigliati la villeggiatura dell'emiro dalle trenta concubine. Ma i veri protagonisti sono i sogni ad occhi aperti dei giovani del paese, influenzati, come i loro coetanei di ogni tempo, dalla prepotente esplosione ormonale.
Tra questi adolescenti emerge Titta, che cresce subendo condizionamenti sia fuori che dentro le mura domestiche. La sua vita si divide tra l'inarrivabile Gradisca, i grossi seni della tabaccaia e i balli d'estate al Grand Hotel spiati da dietro le siepi. La sua famiglia è composta dall'anarchico padre Aurelio, piccolo imprenditore edile perennemente in discordia con la moglie Miranda (che muore nell'anno che il film narra), lo zio materno Lallo (tiepido milite fascista ma impenitente dongiovanni, che vegeta alle spalle dei parenti), lo zio paterno Teo, ricoverato in manicomio e il nonno che scoppia di salute e che tra un detto moraleggiante e l'altro non si fa mancare delle avances con la domestica.

## Produzione

### Cast

Magali Noël interpreta la "Gradisca"

Il ruolo di Ninola, poi nota come "Gradisca", fu pensato per Sandra Milo e dato il rifiuto dell'attrice si optò per Edwige Fenech ma, alla firma del contratto, il regista la ritenne troppo magra e slanciata, diversamente dalla donna comune dell'epoca, scegliendo l'ultra quarantenne Magali Noël che aveva lavorato in altri film felliniani.
Seppur ambientato in Romagna sulla costa riminese, il film è stato interamente girato a Roma negli stabilimenti di Cinecittà. Dove furono ricostruiti ampi spazi della Rimini anni '30
C’è anche un’apparizione di Francesco Di Giacomo, il cantante del gruppo Banco del Mutuo Soccorso. Il Principe Umberto fu interpretato dal caratterista Marcello Di Falco (poi Marcella Di Folco) Nella scena del lancio di palle di neve compare tra i bambini il futuro cantante Eros Ramazzotti. Oliva, il fratello di Titta, e altri coetanei sono ragazzi presi dalla strada, dal vicino quartiere di Cinecittà.
Aristide Caporale (sempre nel ruolo di Giudizio), Dante Cleri, Marcello di Falco, Francesco Di Giacomo, Franco Magno, Fides Stagni e Alvaro Vitali erano già presenti in Roma, film di Fellini a questo precedente. Per Alvaro Vitali questo fu il primo film recitato come attore professionista. Infatti egli lavorava principalmente come elettricista e il suo datore di lavoro, sapendo che si sarebbe assentato ancora una volta a lungo per darsi al cinema, lo licenziò. Federico Fellini sarebbe voluto intervenire nella questione, ma Alvaro Vitali gli disse di lasciar perdere, e così il regista decise di aumentargli le scene per potergli offrire un compenso più alto.
Federico Fellini avrebbe voluto affidare il ruolo di Aurelio Biondi all'allenatore di calcio Nereo Rocco, ma questi declinò la proposta.

## Distribuzione
Il film uscì nelle sale italiane il 13 dicembre 1973, e fu poi presentato fuori concorso al Festival di Cannes 1974. La locandina e i titoli di testa sono opera del grafico statunitense John Alcorn. Il film è stato selezionato tra i 100 film italiani da salvare.

## Amarcord, la storia e l'elemento autobiografico
Amarcord è senza dubbio il più autobiografico dei film del regista riminese: il titolo stesso è un'affermazione che in romagnolo significa "mi ricordo". I ricordi di Fellini sono raccontati attraverso gli occhi del personaggio di Titta, ispirato al miglior amico di Federico Fellini negli anni della giovinezza - e che gli rimarrà amico per tutta la vita - l'avvocato Luigi "Titta" Benzi, (interpretato da Bruno Zanin) e che in qualche modo gli fa da alter ego, potendo attraverso di lui illustrare il suo paese, la sua giovinezza, i suoi amici e tutte le figure che gli giravano attorno.
L'elemento autobiografico nell'arte di Fellini, comunque, è senza dubbio quello preponderante, basti pensare a Intervista, Roma ed a I vitelloni: quest'ultimo caso può essere considerato il "seguito" di Amarcord: i ragazzi sono cresciuti, i problemi sono altri, ma possiamo sempre riconoscere in Moraldo, il giovane che alla fine del film abbandona il paese natale per andare a vivere in una grande città, il giovane Fellini, che abbandona Rimini verso Roma. Un'ulteriore vena di "passato" la troviamo nelle musiche del maestro Nino Rota: musiche dolci, leggere come i ricordi che accompagnano e mostrano agli occhi degli spettatori.
Il ritorno di Fellini in Romagna si celebra dunque attraverso i piccoli accadimenti di una Rimini in pieno trionfalismo fascista tutt'altro che esaltato. Il ventaglio di una vita si apre nella coralità di un'opera degna del miglior Fellini, non a caso premiato con l'Oscar. Grazie alla collaborazione del poeta Tonino Guerra, davanti agli occhi dello spettatore sfila una ricchezza tale di volti e luoghi, divertimenti e finezze, malinconie e suggestioni, da far apprezzare il film a tutto il mondo. Attraverso i toni della commedia venata di malinconia, Amarcord distilla generosamente umori e sensazioni. Tutto ciò è riconoscibile nel film ma, come sottolinea Mario Del Vecchio, è la sostanza poetica che salta agli occhi. I protagonisti di Amarcord, e soprattutto le figure di contorno, non solo sono caricature di altrettante persone colte in un particolare momento storico; piuttosto, sono tipi universali, che vanno oltre la dimensione temporale per diventare immortali come, appunto, la poesia.

### Edizione italiana
La versione italiana del film si avvalse del contributo di alcuni doppiatori per i personaggi interpretati da attori non italiani o provenienti da regioni italiane al di fuori della Romagna. Corrado Gaipa, Enzo Robutti, Paolo Carlini e Ave Ninchi prestarono le voci agli italiani Armando Brancia, Ciccio Ingrassia, Nando Orfei e Pupella Maggio.
Il doppiaggio venne eseguito dalla C.V.D. presso la International Recording sotto la direzione di Mario Maldesi.

## Il titolo del film
Secondo il poeta Tonino Guerra, co-sceneggiatore del film insieme al regista, il titolo Amarcord non fa riferimento solo all'espressione dialettale romagnola Mi ricordo:
(Tonino Guerra intervistato da "La Repubblica")
Ispirato da quell'espressione Guerra scriverà anche una poesia.
Nelle intenzioni di Fellini la parola Amarcord è un segno cabalistico, scelta per la particolare fonetica. Altre ipotesi per il titolo del film erano Il borgo o Viva l'Italia.

## Riconoscimenti
- 1975 – Premio Oscar
  - Miglior film straniero (Italia)
- 1976 – Premio Oscar
  - Candidatura Miglior regista a Federico Fellini
  - Candidatura Miglior sceneggiatura originale a Federico Fellini e Tonino Guerra
- 1975 – Golden Globe
  - Candidatura Miglior film straniero (Italia)
- 1974 – David di Donatello
  - Miglior film a Federico Fellini e Franco Cristaldi
  - Miglior regia a Federico Fellini
- 1974 – Nastro d'argento
  - Regista del miglior film a Federico Fellini
  - Miglior soggetto originale a Federico Fellini
  - Miglior sceneggiatura a Federico Fellini e Tonino Guerra
  - Miglior attore esordiente a Gianfilippo Carcano
  - Candidatura Migliore attrice non protagonista a Pupella Maggio
  - Candidatura Migliore attore non protagonista a Ciccio Ingrassia
  - Candidatura Migliore colonna sonora a Nino Rota
  - Candidatura Migliore fotografia a Giuseppe Rotunno
  - Candidatura Migliori costumi a Danilo Donati
- 1975 – Globo d'oro
  - Miglior film a Federico Fellini e Franco Cristaldi
- 1974 – National Board of Review Awards
  - Miglior film straniero (Italia)
- 1975 – Kansas City Film Critics Circle Awards
  - Miglior film straniero (Italia)
- 1975 – Premio Bodil
  - Miglior film europeo (Italia)
- 1974 – New York Film Critics Circle Awards
  - Miglior film
  - Miglior regista a Federico Fellini
- 1975 – Syndicat Français de la Critique du Cinéma
  - Miglior film straniero
- 1975 – Premio Kinema Junpo
  - Miglior regia del miglior film straniero a Federico Fellini
- 1976 – Círculo de Escritores Cinematográficos
  - Miglior film straniero (Italia)

## Citazioni
Una parte del monologo di Giudizio sulle manine, dove cerca di dire che «vagano e gironzolano», è stato ripreso all'inizio della canzone I "ragazzi" sono in giro di Luciano Ligabue, inciso nell'album Buon compleanno Elvis del 1995.